# Ľubomír Roman
Ľubomír Roman zvaný též Ľubo Roman (12. dubna 1944, Malacky – 13. března 2022, Bratislava) byl slovenský herec a politik.

## Profesionální kariéra
- absolvoval Divadelní fakultu VŠMU v Bratislavě
- 1966–2001 – herec divadla Nová scéna
- 1986–2022 – pedagog Divadelní fakulty VŠMU v Bratislavě
- 1991–1996 – ředitel divadla Nová scéna

## Stranická kariéra
- místopředseda Aliancie nového občana, 11. září 2005 vyloučen ze strany jako důsledek kauzy "směnky"

## Politická kariéra
- 15. března 1994 – 13. prosince 1994 – ministr kultury ve vládě Jozefa Moravčíka
- 1994–1998 – poslanec Národní rady SR
- V roce 2004 kandidoval na funkci prezidenta Slovenské republiky, ale vzdal se kandidatury ve prospěch Eduarda Kukana [2].

## Regionální politika
- 2001–2005 – předseda Bratislavského samosprávní kraje, zvolen byl za koalici ANO, Demokratická strana (1989 – 2006), KDH, SDKÚ, SMK
- 2005 – kandidoval opětovně na funkci předsedy samosprávného kraje za koalici ANO, DS, SDKÚ, SMK, SZS, ale ve druhém kole voleb jej porazil Vladimír Bajan

## Filmografie
- 1958 Dáždnik svätého Petra (Ďurko Vibra)
- 1961 My z IX.A. (Petráň)
- 1962 Slnko v sieti (Peťo)
- 1969 Láska neláskavá
- 1971 Hľadači svetla (Taub)
- 1973 Prípad krásnej nerestnice (Fero Antalík)
- 1976 Stratená dolina (npor. Pardek)
- 1976 Vojaci slobody (Boris)
- 1977 Advokátka (Matula)
- 1977 Bludička (Hýbl)
- 1986 Akcia Edelstein (Moser)
- 1987 Hody (Kamil Koreň)